# Zehmitz

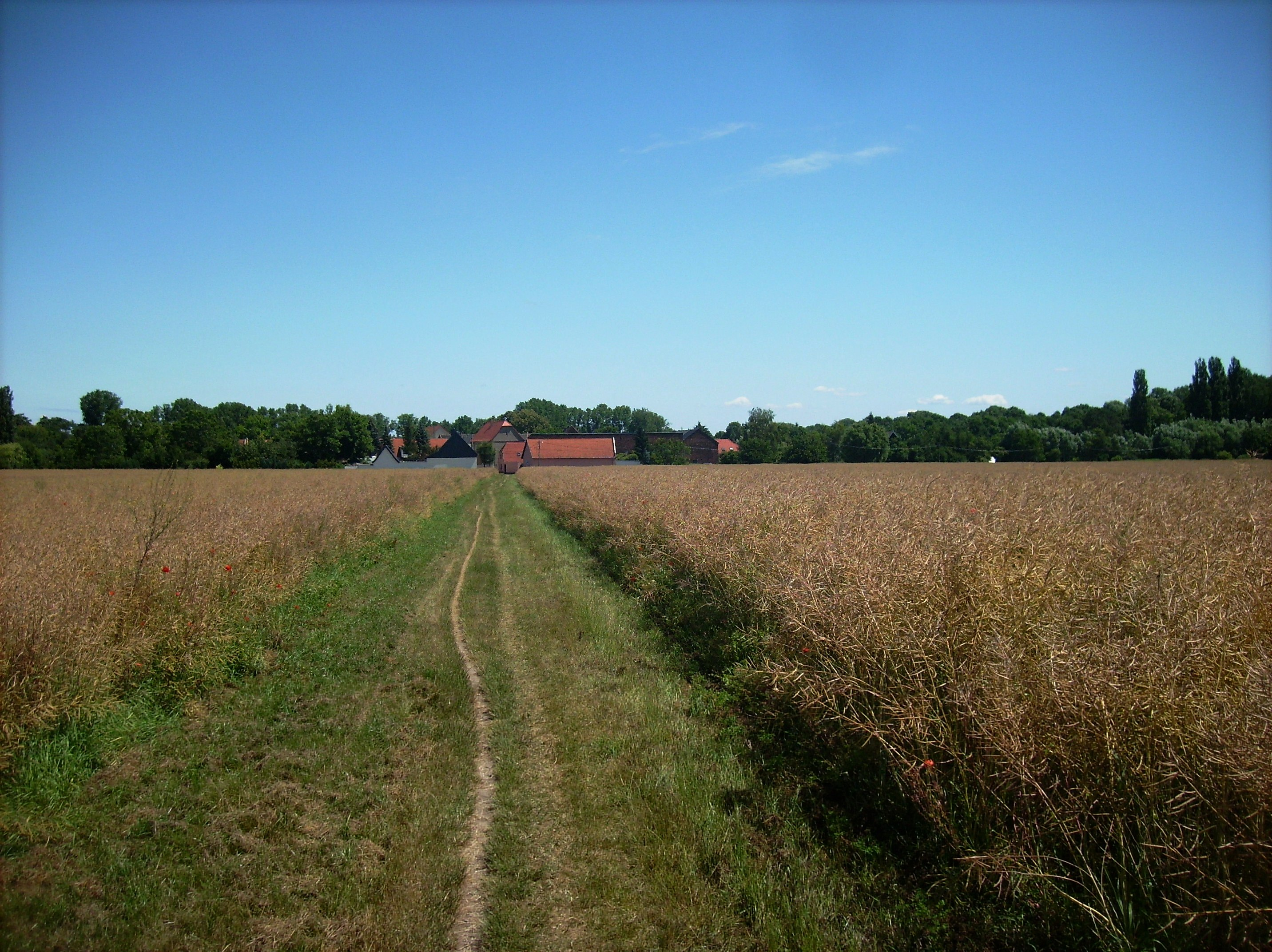
Zehmitz von Westen (2009)

Zehmitz ist ein Ortsteil in der Ortschaft Zehbitz der Stadt Südliches Anhalt im Landkreis Anhalt-Bitterfeld in Sachsen-Anhalt. Zehmitz gehörte vom 10. Oktober 1965 bis zum 31. Dezember 2009 zur Gemeinde Zehbitz. Diese schloss sich am 1. Januar 2010 mit 17 anderen Gemeinden zur Stadt Südliches Anhalt zusammen.

## Geografie und Verkehrsanbindung
Der Ort liegt südwestlich des Kernortes Zehbitz an der nordwestlich verlaufenden Landesstraße L 142. Westlich verläuft die B 183, östlich fließt die Fuhne. Das nordöstlich gelegene 76,7 Hektar große Naturschutzgebiet Vogtei erstreckt sich entlang der Fuhne.

## Sehenswürdigkeiten
In der Liste der Kulturdenkmale in Südliches Anhalt sind für Zehmitz zwei Kulturdenkmale aufgeführt:
- das Kriegerdenkmal an der Dorfstraße
- ein Gedenkstein auf dem Dorfplatz